# Família na União Soviética
A visão da família soviética como unidade social básica da sociedade evoluiu de revolucionária para conservadora; o governo da União Soviética primeiro tentou enfraquecer a família e depois fortalecê-la a partir da década de 1930. De acordo com a lei de 1968 "Princípios de Legislação sobre o Casamento e a Família da URSS e das Repúblicas da União", os pais devem "criar os seus filhos no espírito do Código Moral do Construtor do Comunismo, cuidar do seu desenvolvimento físico e sua instrução e preparação para atividades socialmente úteis”.

## Mulheres bolcheviques na família soviética
Antes da revolução de 1917, as mulheres não tinham direitos iguais aos dos homens e, como a maior parte da população era composta por camponeses, viviam sob a estrutura patriarcal da aldeia; eles tinham que cuidar da casa, além de desempenhar um papel importante no cuidado das fazendas. Milhões de camponeses faziam trabalho sazonal nas cidades, muitas vezes deixando as mulheres sem os maridos durante meses seguidos.
Um dos principais objectivos do período Lenine era abolir a família burguesa e libertar tanto os homens como as mulheres do trabalho penoso do trabalho doméstico. Foram criadas cantinas comunitárias, serviços de lavandaria e creches, e as mulheres podiam agora estudar e trabalhar legalmente. O governo bolchevique não confiava na família nuclear, acreditando que ela ensinava valores individualistas e burgueses às crianças; eles inicialmente acreditaram que as instituições governamentais poderiam criar os milhões de crianças órfãs pela Guerra Civil Russa, e que essas crianças poderiam ser inculcadas com valores socialistas. A Guerra Civil deixou um vazio nos sectores industriais da força de trabalho, e esse vazio foi preenchido por centenas de milhares de mulheres. Quando Stálin chegou ao poder e instituiu o primeiro plano quinquenal, o trabalho das mulheres tornou-se um recurso económico essencial que permitiu uma expansão maciça da força de trabalho a um custo baixo, uma vez que as mulheres muitas vezes não recebiam tanto, em parte devido à inexperiência.  Eles também ofereceram oportunidades para mulheres dentro do partido quando o Departamento para o Trabalho entre Mulheres foi criado em 1919.
Os bolcheviques defenderam a abolição dos papéis diferenciados de género. Apesar deste forte impulso para a mudança por parte dos Zhenotdel, a sociedade imensamente patriarcal que existiu durante centenas de anos antes, substituiria estes esforços.
O movimento feminista era visto pela maioria da população camponesa e trabalhadora como burguês e, portanto, representava algo oposto à ideia bolchevique. A ênfase na família imediata como prioridade era pertinente, especialmente na era da década de 1930 na Rússia Soviética. Desde a era paleolítica da Rússia, existe um fascínio pela imortalização da figura materna. O estatuto "A Terra Mãe chama" falava sobre as expectativas irrealistas que a União Soviética tinha em relação às suas mães. A maternidade, postulavam eles, não era uma consciência divina, mas sim algo inerentemente aprendido como resultado de ser mulher. Alguns argumentaram que o papel tradicional da mãe deveria ser desafiado e que não era como nos anos anteriores. Em muitos casos, o trabalho doméstico foi atribuído à mulher chefe da casa, apesar da promoção da igualdade entre os géneros. Isto deixou uma carga de trabalho desigual para a mulher, que também teria um emprego fora de casa para ajudar a sustentar uma economia particularmente difícil, onde a alimentação e a habitação adequada eram muitas vezes escassas. Contudo, apesar deste argumento, o papel da mulher bolchevique permaneceu estático. O próprio Stalin manteve homens e mulheres no mesmo padrão, com igual dureza distribuída a ambos os sexos. Na década de 1960, esperava-se que a mulher russa se alinhasse com a liderança patriarcal do seu marido.
Outro papel fortemente desempenhado pelas mulheres na casa soviética era o da avó. Em muitos casos, ela fazia todo o trabalho doméstico e criava os filhos. Isso acontecia porque os pais geralmente estavam muito ocupados trabalhando para fazer qualquer uma dessas coisas. Isso acabou prejudicando a instalação dos valores soviéticos na mente dos jovens, já que a avó costumava ensinar aos netos valores mais tradicionais.

## Visão bolchevique da família
A teoria marxista sobre a família estabeleceu o ideal revolucionário para o Estado soviético e influenciou a política estatal relativa à família em vários graus ao longo da história do país. Os princípios são: A unidade familiar nuclear é um arranjo econômico estruturado para manter as funções ideológicas do capitalismo. A unidade familiar perpetua a desigualdade de classes através da transferência de propriedade privada através de herança. Após a abolição da propriedade privada, a família burguesa deixará de existir e a união dos indivíduos tornar-se-á um “assunto puramente privado”. O primeiro código do estado soviético sobre casamento e família foi escrito em 1918 e promulgou uma série de leis transformadoras destinadas a aproximar a família soviética da teoria marxista.

## Código de 1918 sobre Casamento, Família e Tutela
Um ano depois de os bolcheviques terem tomado o poder, ratificaram o Código de 1918 sobre o Casamento, a Família e a Tutela. Os juristas revolucionários, liderados por Alexander Goikhbarg, aderiram aos princípios revolucionários de Marx, Engels e Lenin ao redigir os códigos. Goikhbarg considerou a unidade familiar nuclear um arranjo social necessário, mas transitivo, que seria rapidamente eliminado pelos crescentes recursos comunitários do Estado e acabaria por “definhar”. Os juristas pretendiam que o código fornecesse um quadro jurídico temporário para manter a protecção das mulheres e crianças até que um sistema de apoio comunitário total pudesse ser estabelecido. O código de 1918 também serviu para reconhecer os direitos legais do indivíduo em detrimento do sistema czarista/patriarcal existente de família e casamento. Isto foi conseguido permitindo divórcios “sem fundamento” facilmente obtidos. Aboliu a “ilegitimidade” do nascimento como conceito jurídico e deu direito a todas as crianças ao apoio parental. Aboliu a adoção de órfãos (os órfãos seriam cuidados pelo Estado para evitar a exploração). Um casal pode usar qualquer um dos sobrenomes. Os bens individuais seriam retidos em caso de divórcio. Um período ilimitado de pensão alimentícia poderia ser concedido a qualquer um dos cônjuges, mas, após a separação, esperava-se que cada parte cuidasse de si mesma. As mulheres deveriam ser reconhecidas como iguais perante a lei; Antes de 1914, as mulheres não podiam ganhar um salário, procurar educação ou trocar propriedades sem o consentimento do marido.

## Código da Família de 1926
O código de 1918 alcançou muitos dos objectivos que os juristas procuraram pôr em prática, mas a perturbação social deixada na sequência da Primeira Guerra Mundial expôs as inadequações do código para aliviar os problemas sociais. O código de 1926 reviveria uma definição mais conservadora de família no sentido jurídico. “O código de 1918 foi motivado pelo desejo de conduzir a sociedade para novas relações sociais alinhadas com o pensamento socialista sobre o casamento e a família, o código de 1926 tentou resolver problemas imediatos, em particular para garantir o bem-estar financeiro”.  As preocupações sociais calorosamente debatidas incluíam: o número incontrolável de órfãos, o desemprego das mulheres, a falta de protecção após o divórcio, a propriedade comum e o divórcio, e as obrigações dos parceiros não casados e que coabitam.  Só em 1921, sete milhões de órfãos foram deslocados, vagando pelas cidades e campos.  As agências governamentais simplesmente não tinham recursos para cuidar das crianças. Uma criança adotada poderia ser cuidada por uma família praticamente sem nenhum custo para o Estado. O código de 1926 restabeleceria a adoção como uma solução para as crianças sem-abrigo.
Em 1921, a Nova Política Económica (NEP) provocou uma restauração limitada da iniciativa privada e dos mercados livres. Também pôs fim ao recrutamento de mão de obra. O resultado foi um aumento no desemprego feminino quando o “ comunismo de guerra ” chegou ao fim e a NEP emergiu.  Centenas de milhares de mulheres desempregadas não tinham casamentos registados e ficaram sem meios de apoio ou protecção após um divórcio ao abrigo do código de 1918. O código de 1926 tornaria legais os casamentos não registados, a fim de salvaguardar as mulheres, alargando a pensão alimentícia às esposas de facto não registadas , com o objectivo de que mais mulheres fossem cuidadas em tempos de desemprego generalizado.
De acordo com o código de 1918, não havia divisão de bens em caso de divórcio. O casamento não deveria ser uma parceria econômica e cada parte tinha direito à propriedade individual. Isto significava que as mulheres que cuidavam da casa e dos filhos não teriam direito a qualquer parte material do que o “provedor” tinha trazido para o casamento. Numa outra medida conservadora, o código de 1926 exigiria uma divisão igualitária dos bens adquiridos durante o casamento. Todos os bens adquiridos durante o casamento se tornariam “comuns”.  Com intenções semelhantes às do reconhecimento legal dos casamentos de facto , esta nova lei de propriedade foi uma resposta à falta de protecção oferecida às mulheres em caso de divórcio.
Além disso, o código eliminaria o conceito de “paternidade colectiva” de 1918, onde vários homens poderiam ser designados para pagar pensão alimentícia se o pai de uma criança não pudesse ser determinado. De acordo com o código de 1926, a paternidade poderia ser atribuída por um juiz. Também ampliou as obrigações familiares, expandindo as obrigações de pensão alimentícia para incluir filhos, pais, irmãos e avós. A pensão alimentícia também teria estabelecido limites de tempo. O código de 1926 assinalaria um retrocesso em muitas políticas que serviram para enfraquecer a família em 1918. Os juristas não estavam a prosseguir uma manobra ideológica para se afastar do socialismo, em vez de tomar medidas mais “temporárias” para garantir o bem-estar das mulheres. e crianças, uma vez que o cuidado comunitário ainda não havia se materializado.

## Código da Família de 1936
Ao contrário dos códigos anteriores que previam leis temporárias e transitivas como um passo em direção à visão revolucionária da família; o Código de 1936 marcou um afastamento ideológico das visões marxistas/revolucionárias da família nuclear.  Coincidindo com a ascensão do stalinismo, a lei exigia a estabilização e o fortalecimento da família. “A doutrina do “desaparecimento”, outrora central para a compreensão socialista da família, da lei e do Estado, foi anatematizada.”  O código de 1936 surgiu junto com uma erupção de propaganda pró-família.  Pela primeira vez, o código impôs restrições ao aborto e impôs multas e pena de prisão para quem recebesse ou prestasse o serviço. O código também promulgou uma série de leis destinadas a incentivar a gravidez e o nascimento de crianças. Bolsas de seguro, licença maternidade, segurança no emprego, serviços leves, serviços de cuidados infantis e pagamentos para famílias numerosas. Em outra medida drástica, o código tornou mais difícil a obtenção do divórcio. De acordo com o código, ambas as partes precisariam estar presentes para o divórcio e pagar uma multa. Poderia haver penalidades severas para aqueles que não pagassem pensão alimentícia e pensão alimentícia.  “Nossas demandas crescem a cada dia. Precisamos de lutadores, eles constroem esta vida. Precisamos de pessoas.”  A campanha mais ampla para encorajar a unidade familiar elevou a maternidade a uma forma de trabalho stakhanovista . Durante este período, a maternidade foi celebrada como patriótica e as alegrias das crianças e da família foram exaltadas pelos líderes do país.

## Édito da Família de 1944
O Édito da Família de 1944 seria uma continuação da tendência conservadora do código de 1936. Citando as pesadas perdas de mão-de-obra e a perturbação social que se seguiram à Segunda Guerra Mundial, o Presidium do Soviete Supremo promulgou leis que encorajariam ainda mais o casamento e o parto. O Edito de 1944 ofereceu maiores benefícios patrocinados pelo Estado às mães, incluindo: licença maternidade estendida, aumento dos abonos de família até mesmo para mães solteiras, promessas de serviços crescentes de cuidados infantis, proteções trabalhistas direcionadas e, mais notavelmente, reconhecimento estatal e o título honorário de “Mãe Heroína”. ”Para mães que poderiam produzir famílias numerosas.  O edital também buscava preservar a unidade familiar, dificultando ainda mais a obtenção do divórcio. As multas aumentaram e as partes foram frequentemente obrigadas a tentar a reconciliação. O divórcio também se tornou um assunto público. Os divorciados eram obrigados a comparecer em tribunal público e a sua intenção era publicada no jornal local.

## Evolução da família soviética
O antigo Estado soviético procurou refazer a família, acreditando que, embora a emancipação económica dos trabalhadores privasse as famílias da sua função económica, não destruiria a instituição, mas antes basearia as relações familiares exclusivamente no afeto mútuo. Os bolcheviques substituíram o casamento religioso pelo casamento civil, o divórcio tornou-se fácil de obter e as mães solteiras receberam proteção especial. Todas as crianças, legítimas ou ilegítimas, tinham direitos iguais perante a lei, as mulheres obtiveram igualdade sexual ao abrigo da lei matrimonial, a herança de propriedade foi abolida e o aborto foi legalizado.
No início da década de 1920, contudo, o enfraquecimento dos laços familiares, combinado com a devastação e a deslocação causadas pela Guerra Civil Russa (1918–21), resultou em quase 7 milhões de crianças sem abrigo. Esta situação levou altos funcionários do Partido Bolchevique a concluir que o Estado precisava de uma vida familiar mais estável para reconstruir a economia do país e a estrutura social destruída. Em 1922, o governo permitiu algumas formas de herança e, depois de 1926, os direitos totais de herança foram restaurados. No final da década de 1920, os adultos tornaram-se mais responsáveis pelo cuidado dos seus filhos e a união estável recebeu estatuto jurídico igual ao do casamento civil.
Durante o governo de Joseph Stalin (final da década de 1920 a 1953), a tendência de fortalecimento da família continuou. Em 1936, o governo começou a conceder pagamentos a mulheres com famílias numerosas, proibiu o aborto e tornou mais difícil a obtenção de divórcios. Em 1942, sujeitou pessoas solteiras e pessoas casadas sem filhos a impostos adicionais. Em 1944, apenas os casamentos registados foram reconhecidos como legais e o divórcio passou a estar sujeito à discrição do tribunal. No mesmo ano, o governo começou a conceder medalhas às mulheres que deram à luz cinco ou mais filhos e assumiram o sustento dos filhos ilegítimos. Após a morte de Stálin em 1953, o governo adotou uma direcção mais revisionista e revogou parte da sua legislação natalista. Em 1955, declarou legais os abortos por razões médicas e, em 1968, declarou legais todos os abortos, seguindo a política da Europa Ocidental. O estado também liberalizou os procedimentos de divórcio em meados da década de 1960, mas em 1968 introduziu novas limitações.
Em 1974, o governo começou a subsidiar as famílias mais pobres cujo rendimento médio per capita não excedia 50 rublos por mês (posteriormente aumentado para 75 rublos por mês em algumas regiões do norte e do leste). O subsídio era de 12 rublos por mês para cada criança com menos de oito anos de idade. Foi estimado que em 1974 cerca de 3,5 milhões de famílias (14 milhões de pessoas, ou cerca de 5% de toda a população) receberam este subsídio. Contudo, com o aumento do rendimento per capita, o número de crianças que necessitam de tal assistência diminuiu. Em 1985, o governo aumentou o limite de idade para assistência para doze anos ou menos. Em 1981, o subsídio a uma mãe solteira com filho aumentou para 20 rublos por mês; no início de 1987, estimava-se que 1,5 milhões de mães solteiras recebiam tal assistência, ou o dobro do que no final da década de 1970.

## Tamanho da família
O tamanho e a composição da família dependiam principalmente do local de residência – urbano ou rural – e do grupo étnico. O tamanho e a composição dessas famílias também foram influenciados pelas limitações de habitação e de rendimento, pelas pensões e pelo emprego feminino fora de casa. A família urbana típica era constituída por um casal, dois filhos e, em cerca de 20% dos casos, uma das avós, cuja assistência na criação dos filhos e nas tarefas domésticas era importante na grande maioria das famílias com dois assalariados. As famílias rurais geralmente tinham mais filhos do que as famílias urbanas e muitas vezes sustentavam três gerações sob o mesmo teto.
As famílias na Ásia Central e no Cáucaso tendiam a ter mais filhos do que as famílias em outras partes da União Soviética e incluíam os avós na estrutura familiar. Em geral, o tamanho médio das famílias acompanhou o de outros países industrializados, com famílias de rendimentos mais elevados tendo menos filhos e uma taxa de mortalidade infantil mais baixa. Do início da década de 1960 ao final da década de 1980, o número de famílias com mais de um filho diminuiu cerca de 50% e em 1988 totalizou 1,9 milhões. Cerca de 75% das famílias com mais de um filho viviam nas regiões do sul do país, metade delas na Ásia Central. Nas repúblicas da Rússia , da Ucrânia, da Bielorrússia, da Moldávia, da Estónia, da Letónia e da Lituânia, as famílias com um e dois filhos constituíam mais de 90% de todas as famílias, enquanto na Ásia Central aquelas com três ou mais filhos variavam entre 14% no Quirguistão e cerca de 31% no Tadjiquistão. As pesquisas sugeriram que a maioria dos pais teria tido mais filhos se tivessem mais espaço para morar.
A partir de meados da década de 1980, o governo promoveu o planeamento familiar para retardar o crescimento das populações indígenas da Ásia Central. A oposição local a esta política surgiu especialmente nas repúblicas do Uzbequistão e do Tadjique. Em geral, porém, o governo continuou a homenagear publicamente as mães de famílias numerosas. As mulheres receberam a Medalha da Maternidade, Segunda Classe, pelo quinto nascimento vivo e a medalha Mãe Heroína pelo décimo. A maioria destes prémios foi atribuída a mulheres da Ásia Central e do Cáucaso.

## Reprodução e planejamento familiar
A principal forma de contracepção praticada no início da URSS era o coito interrompido. A escassez de borracha tornou indisponíveis preservativos e diafragmas, e a contracepção raramente foi discutida por figuras políticas. A URSS foi o primeiro país do mundo a legalizar o aborto. Durante muitos anos antes da Revolução de Outubro, o aborto não era incomum na Rússia, embora fosse ilegal e acarretasse uma possível sentença de trabalhos forçados ou exílio.  Após a revolução, a fome e as más condições económicas levaram a um aumento no número de abortos clandestinos e, após pressão de médicos e juristas, os Comissariados de Saúde e Justiça legalizaram o aborto em 1920. Os abortos eram gratuitos para todos. mulheres, embora fossem vistas como um mal necessário devido às dificuldades económicas, e não como um direito da mulher de controlar o seu próprio sistema reprodutivo.  Durante a década de 1930, um número crescente de abortos, juntamente com uma queda na taxa de natalidade, alarmou as autoridades soviéticas, com um registo de 400.000 abortos ocorridos só em 1926.  Em 1936, o Comité Executivo Central Soviético tornou o aborto ilegal mais uma vez. Isto, juntamente com os subsídios concedidos às mães recentes e os bónus concedidos às mulheres que deram à luz muitos filhos, faziam parte de um esforço para combater a queda da taxa de natalidade.

## Estruturas familiares e de parentesco
A família alargada era mais prevalente na Ásia Central e no Cáucaso do que nas outras regiões do país e, em geral, mais nas zonas rurais do que nas zonas urbanas. A deferência aos desejos dos pais em relação ao casamento era particularmente forte nestas áreas, mesmo entre os russos que ali residiam.  As famílias extensas ajudaram a perpetuar estilos de vida tradicionais. Os valores patriarcais que acompanham este estilo de vida afectaram questões como a contracepção, a distribuição do poder familiar e os papéis dos indivíduos no casamento e na família. Por exemplo, os uzbeques tradicionais davam mais valor às suas responsabilidades como pais do que à sua própria felicidade como cônjuges e indivíduos. Contudo, os uzbeques mais jovens e mais instruídos e as mulheres trabalhadoras eram mais propensos a comportar-se e a pensar como os seus homólogos nas áreas europeias da União Soviética, que tendiam a enfatizar carreiras individuais.  As famílias extensas não prevaleciam nas cidades. Os casais viviam com os pais durante os primeiros anos de casamento apenas por questões econômicas ou por falta de habitação. Quando os filhos nasciam, o casal geralmente adquiria um apartamento separado.

## Função da família
O governo assumiu muitas funções da família pré-soviética. Várias instituições públicas, por exemplo, assumiram a responsabilidade de apoiar indivíduos em períodos de doença, incapacidade, velhice, maternidade e acidentes de trabalho. Creches, pré-escolas, escolas, clubes e organizações juvenis geridas pelo Estado assumiram grande parte do papel da família na socialização das crianças. Contudo, o seu papel na socialização era limitado porque as pré-escolas só tinham vagas para metade de todas as crianças soviéticas com menos de sete anos. Apesar da assunção de muitas responsabilidades pelo governo, os cônjuges ainda eram responsáveis pelo sustento material um do outro, dos filhos menores e dos filhos adultos deficientes.  A transformação do agregado familiar rural patriarcal de três gerações numa família urbana moderna de dois adultos e duas crianças atesta as grandes mudanças que a sociedade soviética sofreu desde 1917. Essa transformação não produziu o igualitarismo originalmente previsto, mas sempre existiu. mudou a natureza do que antes era o Império Russo.

## Dieta e nutrição da família soviética
A história da dieta da União Soviética antes da Segunda Guerra Mundial abrange diferentes períodos que têm influências variadas na produção e disponibilidade de alimentos. Períodos de baixos rendimentos agrícolas e distribuição restritiva de alimentos no início da década de 1920 e novamente no início da década de 1930 provocaram grande fome e sofrimento na União Soviética.  A agricultura foi um dos principais esforços para a produção de alimentos e esteve no centro do desenvolvimento em apoio ao comunismo soviético. Quando as colheitas fracassavam ou sofriam com baixos rendimentos, os camponeses soviéticos sofriam muito com a desnutrição. Os tipos tradicionais de alimentos encontrados na União Soviética eram compostos por diversos grãos para pães e doces, laticínios como queijo e iogurte, e diversas carnes como porco, peixe, carne bovina e frango.  Em 1940, certos produtos, como vegetais, carne e grãos, eram menos abundantes do que outras formas de alimentos devido à pressão sobre os recursos e aos baixos rendimentos das colheitas. Pão e batatas eram alimentos básicos muito importantes para as famílias soviéticas, tanto nas cidades como no campo.  As batatas eram facilmente cultivadas e colhidas em muitos ambientes diferentes e geralmente eram confiáveis como fonte de alimento. A desnutrição foi um fator proeminente nas más condições de saúde e no crescimento individual durante este período na União Soviética.  Muito parecido com a tradição ocidental de três refeições principais por dia, as refeições soviéticas consistiam em café da manhã (zavtrak), almoço (obed) e jantar ( uzhin ). Sopas e caldos feitos de carnes e vegetais, quando disponíveis, eram refeições comuns para a família camponesa soviética.